# Not Giving Up on Love
«Not Giving Up on Love» (En español: «No me doy por vencido en el amor») es una canción realizada por el DJ y productor holandés Armin van Buuren con la colaboración de la cantautora británica Sophie Ellis-Bextor. Fue lanzado el 20 de agosto de 2010 como el segundo sencillo del cuarto álbum de estudio de Van Buuren Mirage, y como el cuarto sencillo del cuarto álbum de estudio de Sophie Ellis-Bextor, Make a Scene.

## Información Extra
La canción fue escrita por las compositoras australianas Olivia Nervo & Miriam Nervo junto con Sophie Ellis-Bextor. Se estrenó en BBC Radio 2 en el programa The Dermot O'Leary Show el 11 de julio de 2010, cuando se realizó una versión acústica de Sophie Ellis-Bextor. La versión extendida debutó en la radio el 12 de agosto de 2010.

### Vídeo Musical
El video se rodó en Ibiza, España por la directora británica Sophie Muller, como dice Ellis-Bextor en una entrevista. El vídeo tuvo lugar en San Antonio y el Club Amnesia entre el 1 y el 3 de agosto de 2010. Fue estrenada el 17 de agosto de 2010.

## Lista de canciones
- Reino Unido – Descarga digital (The Remixes Part 1)[3]

1. "Not Giving Up on Love" (Radio Edit) – 2:53
2. "Not Giving Up on Love" (Extended Version) – 6:52
3. "Not Giving Up on Love" (Armin van Buuren Remix) – 7:01
4. "Not Giving Up on Love" (Jorn van Deynhoven Remix) – 6:54
5. "Not Giving Up on Love" (Dash Berlin 4AM Mix) – 7:06
6. "Not Giving Up on Love" (Zodiax Dub Mix) – 5:26

- Reino Unido – Descarga digital (The Remixes Part 2)[4]

1. "Not Giving Up on Love" (Zodiax Remix) – 5:45
2. "Not Giving Up on Love" (Mischa Daniels Mode) – 7:05
3. "Not Giving Up on Love" (Glenn Morrison Remix) – 7:29
4. "Not Giving Up on Love" (Jorg Schmid Remix) – 5:22
5. "Not Giving Up on Love" (Jorn van Deynhoven Dub Mix) – 6:54
6. "Not Giving Up on Love" (Zodiax Radio Edit) – 3:19

## Posicionamiento
| Lista (2010)                                    | Mejor posición |
| ----------------------------------------------- | -------------- |
| Bélgica (Flandes) (Ultratop 50)                 | 26             |
| Bélgica (Valonia) (Ultratip Bubbling Under)     | 24             |
| Estados Unidos (Hot Dance Airplay)              | 3              |
| Estados Unidos (Dance/Electronic Digital Songs) | 36             |
| European Hot 100                                | 35             |
| Países Bajos (Dutch Top 40)                     | 13             |
| Países Bajos (Mega Single Top 100)              | 8              |
| Polonia (Polish Airplay Top 100)                | 1              |
| Reino Unido (The Official Charts Company)       | 165            |
| Reino Unido (UK Dance Chart)                    | 27             |
| Rusia (Russian Singles Chart)                   | 3              |